# ロッキー・フィールディング
ミッチェル・フィールディング（Michael "Rocky" Fielding、1987年8月5日-）は、イギリスのプロボクサー。リヴァプール出身。元WBA世界スーパーミドル級レギュラー王者。

## 来歴
2011年3月23日、リヴァプール・オリンピアンでプライズファイター決勝戦としてトビアス・ウェブと対戦し、2回終了時にウェブが棄権した為優勝を飾った。
2011年4月12日、フランク・ウォーレンのクィーンズ・ベリー・プロモーションズと契約した。
2012年6月2日、クィーンズ・ベリー・プロモーションズからプロモート契約を破棄された事に伴いクィーンズ・ベリー・プロモーションズから離脱したが、4日後の6日にエディー・ハーンのマッチルーム・スポーツと契約を結んだ。
2012年10月6日、リヴァプール・オリンピアンでカール・ディルクスとBBBofC英国スーパーミドル級王座決定戦を行い、5回1分20秒TKO勝ちを収め王座を獲得した。
2013年3月30日、M&S・バンク・アリーナでウェイン・リードと対戦し、6回1分19秒TKO勝ちを収めBBBofC王座を初防衛に成功した。
2013年9月21日、リヴァプール・オリンピアンでモハメド・アクロンとコモンウェルスイギリス連邦スーパーミドル級王座決定戦を行い、初回1分5秒TKO勝ちを収め王座を獲得した。
2013年11月23日、マンチェスターのマンチェスター・アリーナでルーク・ブラックリッジと対戦し、初回2分32秒KO勝ちを収めコモンウェルス王座の初防衛に成功した。
2014年3月15日、M&S・バンク・アリーナでチャールズ・アダムとコモンウェルス王座の2度目の防衛戦を行う予定だったがフィールディングが計量失格になった為アダムが勝てば王座交代の条件で通常通り行われ、12回3-0（3者共120-108）の判定勝ちを収めた為王座は空位となった。
2015年6月25日、M&S・バンク・アリーナでブライアン・ベラとWBCインターナショナルスーパーミドル級王座決定戦を行い、2回1分39秒TKO勝ちを収め王座を獲得した。
2015年11月7日、M&S・バンク・アリーナでWBC世界スーパーミドル級シルバー王者のカラム・スミスとBBBofC英国スーパーミドル級王座決定戦を行い、初回2分45秒TKO負けを喫し両王座を獲得出来なかった。
2016年4月2日、M&S・バンク・アリーナでクリストファー・リブレッセと対戦し、12回2-1（2者が114-113、113-115）の判定勝ちを収めWBCインターナショナル王座の初防衛に成功した。
2017年4月22日、M&S・バンク・アリーナでジョン・ライダーとBBBofC英国スーパーミドル級王座決定戦を行い、12回2-1（114-115、115-114、116-113）の判定勝ちを収め再度王座に返り咲いた。
2017年9月30日、M&S・バンク・アリーナでコモンウェルスイギリススーパーミドル級王者のデビッド・ブロフィーと王座統一戦を行い、初回2分18秒TKO勝ちを収めBBBofC王座は初防衛、コモンウェルス王座は3年振りの王座返り咲きに成功した。
2018年7月14日、オッフェンブルクのバーデン・アリーナでWBA世界スーパーミドル級レギュラー王者のタイロン・ツォイゲと対戦し、5回2分30秒TKO勝ちを収め王座を獲得した。
2018年12月15日、ニューヨークのマディソン・スクエア・ガーデンでWBAスーパー・WBC世界ミドル級王者のサウル・アルバレスと対戦し、3回2分38秒TKO負けを喫し初防衛に失敗、王座から陥落した。
2022年12月17日、ボーンマスでダン・アゼースと対戦。フィールディングは計量で体重超過の失態を犯し、試合も8回TKO負けを喫した。
2023年1月12日、現役引退を発表した。

## 獲得タイトル
- プライズファイタースーパーミドル級優勝
- BBBofC英国スーパーミドル級王座
- コモンウェルスイギリススーパーミドル級王座
- WBAインターコンチネンタルスーパーミドル級王座
- WBCインターナショナルスーパーミドル級王座
- WBA世界スーパーミドル級レギュラー王座（防衛0）